# Nevada (Missouri)
Nevada és una població dels Estats Units a l'estat de Missouri. Segons el cens del 2000 tenia 8.607 habitants.

## Demografia
Segons el cens del 2000, Nevada tenia 8.607 habitants, 3.463 habitatges, i 1.973 famílies. La densitat de població era de 372,1 habitants per km².
Dels 3.463 habitatges en un 29,9% hi vivien nens de menys de 18 anys, en un 40,1% hi vivien parelles casades, en un 13,3% dones solteres, i en un 43% no eren unitats familiars. En el 38,5% dels habitatges hi vivien persones soles el 17,8% de les quals corresponia a persones de 65 anys o més que vivien soles. El nombre mitjà de persones vivint en cada habitatge era de 2,22 i el nombre mitjà de persones que vivien en cada família era de 2,95.
Per edats la població es repartia de la següent manera: un 25,8% tenia menys de 18 anys, un 11,8% entre 18 i 24, un 24,7% entre 25 i 44, un 18,8% de 45 a 60 i un 18,9% 65 anys o més.
L'edat mediana era de 35 anys. Per cada 100 dones de 18 o més anys hi havia 74,3 homes.
La renda mediana per habitatge era de 25.774 $ i la renda mediana per família de 36.639 $. Els homes tenien una renda mediana de 28.939 $ mentre que les dones 17.424 $. La renda per capita de la població era de 15.118 $. Entorn del 13,7% de les famílies i el 20% de la població estaven per davall del llindar de pobresa.

## Poblacions més properes
El següent diagrama mostra les poblacions més properes.